# Oyster Bay (Nueva York)
Oyster Bay es un municipio ubicado en el condado de Nassau, estado de Nueva York, Estados Unidos. Tiene una población estimada, a mediados de 2022, de 297 942 habitantes.
Es uno de los tres municipios del condado, junto con North Hempstead y Hempstead.
Parte del área metropolitana de Nueva York, es el único municipio del condado de Nassau que se extiende desde la costa norte hasta la costa sur de Long Island.

## Geografía
Está ubicado en las coordenadas 40°48′2″N 73°30′38″O / 40.80056, -73.51056 (40.800488, -73.510564). Según la Oficina del Censo, tiene un área total de 438.42 km², de la cual 268.35 km² corresponden a tierra firme y 170.07 km² están cubiertos de agua.

## Demografía
Según la Oficina del Censo, en 2000 los ingresos medios de los hogares eran de $99,873 y los ingresos medios de las familias eran de $115,095. Los hombres tenían ingresos medios por $60,726 frente a los $39,420 que percibían las mujeres. Los ingresos per cápita eran de $35,895. Alrededor del 3.3% de la población estaba por debajo del umbral de pobreza.
De acuerdo con la estimación 2017-2021 de la Oficina del Censo, los ingresos medios de los hogares son de $137,332 y los ingresos medios de las familias eran de $164,180. Los ingresos per cápita en los últimos doce meses, medidos en dólares de 2021, son de $64,685. Alrededor del 5.1% de la población está por debajo del umbral de pobreza.

## Localidades

### Villas
1. Amytiville (parcialmente)
2. Bayville (1919)
3. Brookville (1931)
4. Centre Island (1926)
5. Cove Neck (1927)
6. East Hills (1931) (parte en North Hempstead)
7. Farmingdale (1904)
8. Lattingtown (1913)
9. Laurel Hollow (1926)
10. Massapequa Park (1931)
11. Matinecock (1928)
12. Mill Neck (1925)
13. Muttontown (1931)
14. Old Brookville (1929)
15. Old Westbury (1924) (parte en North Hempstead)
16. Oyster Bay Cove (1931)[6]
17. Roslyn Harbor (1931) (en su mayor parte en North Hempstead)
18. Sea Cliff (1883)
19. Upper Brookville (1932)[7]
20. Westbury (en parte)

### Lugares designados por el censo (census-designated places,CDP)
1. Bethpage
2. East Norwich
3. Glen Head
4. Glenwood Landing  (parte)
5. Greenvale (en su mayor parte en North Hempstead)
6. Hicksville
7. Jericho
8. Locust Valley
9. Massapequa
10. North Massapequa
11. Old Bethpage
12. Oyster Bay
13. Plainview
14. Seaford (en su mayor parte en North Hempstead)
15. South Farmingdale
16. Syosset
17. Woodbury